# Melampophylax mucoreus
Melampophylax mucoreus là một loài Trichoptera trong họ Limnephilidae. Chúng phân bố ở miền Cổ bắc.